# Pawel Alexandrowitsch Romanow

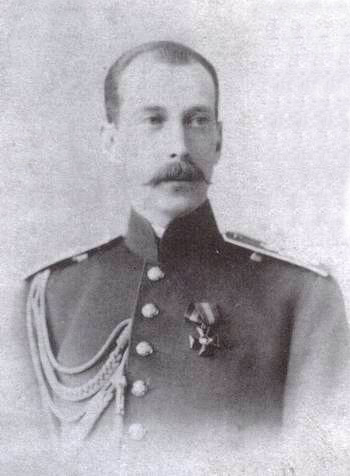
Pawel Alexandrowitsch Romanow

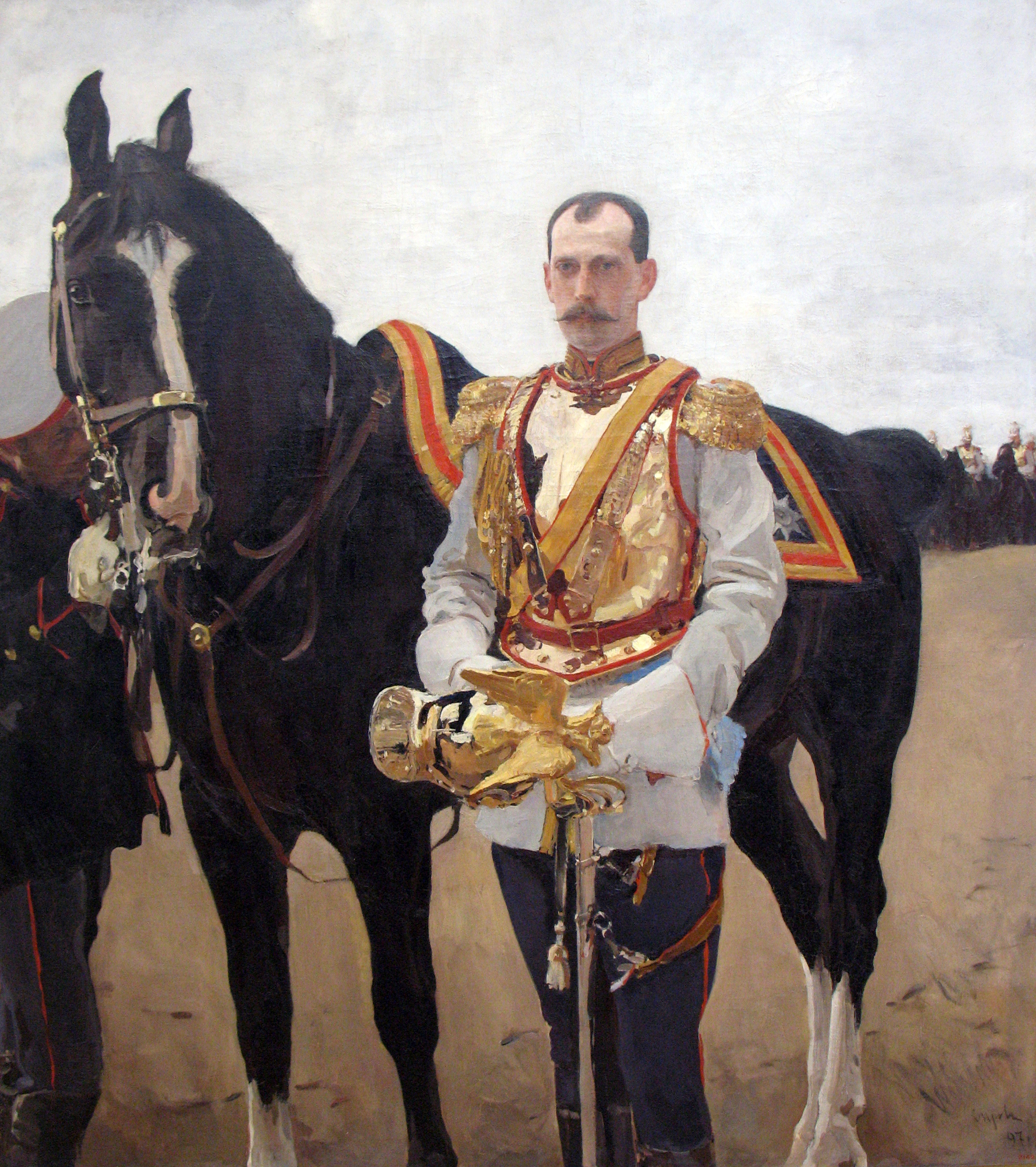
Walentin Serov: Porträt des Großfürsten Pawel Alexandrowitsch (1897)

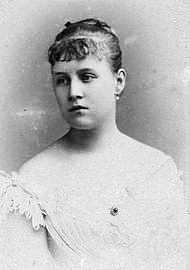
Prinzessin Alexandra von Griechenland und Dänemark

Großfürst Pawel Alexandrowitsch Romanow, russisch Павел Александрович Романов (* 21. Septemberjul. / 3. Oktober 1860greg. in Peterhof; † 30. Januar 1919 in Petrograd) war ein Mitglied aus dem Hause Romanow-Holstein-Gottorp.

## Leben
Pawel war der sechste Sohn des russischen Zaren Alexander II. (1818–1881) und seiner ersten Ehefrau Prinzessin Marie von Hessen-Darmstadt (1824–1880), Tochter des Großherzogs Ludwig II. und Prinzessin Wilhelmine Luise von Baden. Er war der jüngere Bruder des späteren Zaren Alexander III. und Maria Alexandrowna Romanowa, spätere Herzogin von Sachsen-Coburg und Gotha.
Im Oktober 1888 reiste Pawel gemeinsam mit seinem Bruder Großfürst Sergei und Schwägerin Großfürstin Elisabeth nach Palästina und wohnte unter anderem der Weihe der Maria-Magdalena-Kirche in Jerusalem und der Grundsteinlegung der Apostel-Petrus-Kirche in Abu Kabir bei. Nachdem er 1891 zum ersten Mal Witwer geworden war, trat Großfürst Pawel in die russische Armee ein und stieg bis zum General der Kavallerie (14. April 1913) auf. Im Ersten Weltkrieg kommandierte er vom 27. Mai bis zum 13. September 1916 im Verband der Besonderen Armee des Generals Besobrasow das I. Garde-Korps der Kaiserlichen Reichsgarde. Für seine Verdienste während der Brussilow-Offensive im Raum Kowel bekam er am 23. November 1916 den Orden des Heiligen Georg 4. Klasse verliehen.
1917 versuchte Pawel zusammen mit dem französischen Politiker Gaston Doumergue in Sankt Petersburg den Zaren zum Abschluss eines Französisch-Russischen Geheimabkommens zu bewegen, aber seine Anstrengungen scheiterten. Das Angebot Doumergues an Russland zur „freien Festsetzung seiner Westgrenze“ war der Versuch, einen Sonderfrieden mit dem Deutschen Reiche zu verhindern. Am 14. Februar 1917 sicherte Russland seinerseits den Franzosen Unterstützung bei ihren Forderungen zu. Frankreich wurde Elsass-Lothringen im Umfang des früheren Herzogtums Lothringen mit dem Saarbecken zugestanden, die nicht annektierten linksrheinischen Gebiete „sollen ein autonomes und neutrales Staatswesen“ unter französischem Schutz bilden, das besetzt bleibt, bis alle Friedensbedingungen erfüllt sind.
Im Februar 1917 wurde eine provisorische Regierung unter Fürst Lwow gebildet. Kurz darauf dankte Zar Nikolaus II. ab und die Bolschewiken unter Lenin und Trotzki ergriffen nach der Oktoberrevolution 1917 die Macht.
Das Vermögen der Romanows wurde beschlagnahmt und die Familie im Alexanderpalast unter Hausarrest gestellt, darunter auch Großfürst Pawel Alexandrowitsch Romanow. Sein Sohn, Wladimir Pawlowitsch Paley, wurde nach Alapajewsk gebracht, wo er von der Tscheka ermordet wurde. Pawel wurde im August 1918 ins Gefängnis nach Petrograd gebracht. Dort verschlechterte sich sein Gesundheitszustand, und seine Frau versuchte unter diesem Aspekt eine Entlassung zu erreichen. Doch ihre Anstrengungen waren zwecklos. Am 29. Januar 1919 wurde er in die Peter-und-Paul-Festung verlegt, wo er am nächsten Tag zusammen mit seinen Vettern Nikolai Michailowitsch Romanow, Georgi Michailowitsch Romanow und Dmitri Konstantinowitsch Romanow erschossen wurde. Der Witwe wurde das Recht auf eine Beerdigung versagt. Mit Ausnahme von Dmitri Konstantinowitsch, dessen sterbliche Überreste am nächsten Tag von seinem Adjutanten weggetragen und in Petrograd privat bestattet wurden, wurden die Leichname in einem Massengrab innerhalb der Festung von den Bolschewiken vergraben. Im Jahr 2011 meldeten russische Archäologen, dass bei Ausgrabungen in der Peter-und-Paul-Festung durch Zufall wahrscheinlich die Gräber der Großfürsten gefunden wurden.
Die Gräfin Marie Kleinmichel, die den Großfürsten seit seiner Jugend kannte, erinnerte sich: "Er war ein geschickter Tänzer, sehr begabt, ein vorzüglicher Schauspieler, und wäre er nicht Prinz von Geblüt gewesen, er hätte es zu großem Ruhm gebracht. [...] Alle, die den Großfürsten kannten, hatten Gelegenheit, sich von seiner edlen Gesinnung zu überzeugen. Er besaß ein ungewöhnlich harmonisches Wesen. Obwohl er sich zu seiner Umgebung äußerst höflich, bescheiden und wohlwollend verhielt, bewahrte er doch stets die Haltung des Adligen, und wie schlicht er auch im Umgang mit anderen sein konnte, nicht einen Augenblick lang vergaß man, einen Großfürsten vor sich zu haben. Er besaß einen ausgeprägten Familiensinn, und seine Lieblingsbeschäftigung war das Lesen. Zusammen mit seinem Bruder Sergej hatte er unter Leitung von Admiral Arsenjew eine vorzügliche Ausbildung genossen. Seine Lehrer gehörten zu den größten wissenschaftlichen Kapazitäten der Hauptstadt. Eine besondere Begabung zeigte er für Sprachen."

## Privatleben

### Erste Ehe
1889 heiratete Großfürst Pawel Alexandrowitsch Romanow in Sankt Petersburg seine Cousine Prinzessin Alexandra von Griechenland und Dänemark (1870–1891), Tochter des griechischen Königs Georg I. aus dem Haus Holstein-Sonderburg-Glücksburg und Großfürstin Olga Konstantinowna Romanowa. Aus der Ehe gingen zwei Kinder hervor:
- Maria Pawlowna (1890–1958)
- Dmitri Pawlowitsch (1891–1942).

Alexandra starb mit 21 Jahren an den Folgen eines Sturzes am Ufer der Moskwa, vorher brachte sie, im siebten Monat schwanger, ihren Sohn Dmitri zur Welt. Darauf fiel sie ins Koma und starb sechs Tage später.
Während seiner Ehe führte Pawel zusammen mit der verheirateten Olga von Pistohlkors (1865–1929) eine ménage à trois. Nach dem Tod seiner Ehefrau bat er seinen Neffen Zar Nikolaus II. um die Erlaubnis, Olga heiraten zu dürfen, aber dieser lehnte auf Betreiben der Zarin Alexandra Fjodorowna den Wunsch ab.

### Zweite Ehe

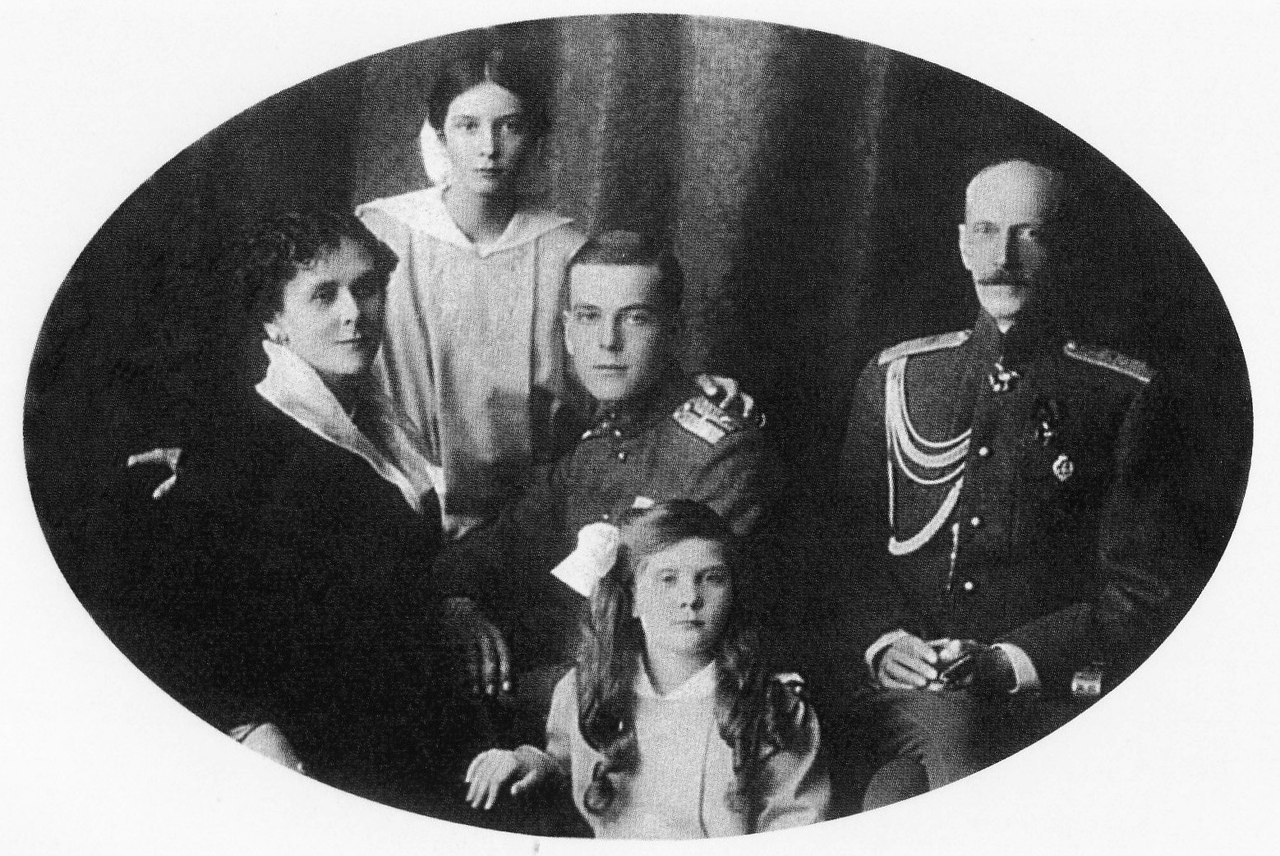
Pawel Alexandrowitsch Romanow mit seiner Familie, 1916

Trotzdem kam es 1902 in Livorno zur zweiten, morganatischen Eheschließung mit Olga Pistohlkors, wodurch es zum Skandal kam: Pawel verlor seinen militärischen Rang und Stellung und wurde mit seiner Frau aus Russland verbannt, seine Kinder aus erster Ehe wurden von Großfürst Sergei und Großfürstin Elisabeth in Pflege genommen. Pawel und Olga ließen sich daraufhin in Paris nieder. Trotz der Schwierigkeiten mit dem Zarenhof war es für Pawel Alexandrowitsch und Olga eine glückliche Ehe. Gräfin Kleinmichel erinnert sich: "Wenn seine Gattin um ihn war, schien er nichts weiter zu benötigen: die Zärtlichkeit, die sie ihm schenkte, ihr Blick bedeuteten ihm die Welt. Ihr Eheleben war sehr anrührend." Aus dieser Verbindung gingen drei Kinder hervor:
- Wladimir Pawlowitsch (1897–1918)
- Irina Pawlowna (1903–1990)
- Natalia Pawlowna (1905–1981).

Prinzregent Luitpold von Bayern gewährte Olga und ihrer Nachkommenschaft am 29. Oktober 1904 den gräflichen Titel von Hohenfelsen. 1914, bei Ausbruch des Ersten Weltkriegs, durften Pawel und seine Familie nach Russland heimkehren und lebten fortan in Zarskoje Selo. Der Zar gewährte seiner Frau und deren Kindern durch Kaiserlichen Erlass am 23. Juli 1915 den Titel einer Fürstin bzw. Fürst Paley.

## Abstammung
| Paul I. (Zar von Russland)      | Paul I. (Zar von Russland)      | Paul I. (Zar von Russland)      | Paul I. (Zar von Russland)      | Paul I. (Zar von Russland)       | Paul I. (Zar von Russland)       |                                  |                                  | Sophie Dorothee (Zarin von Russland) | Sophie Dorothee (Zarin von Russland) | Sophie Dorothee (Zarin von Russland) | Sophie Dorothee (Zarin von Russland) | Sophie Dorothee (Zarin von Russland) | Sophie Dorothee (Zarin von Russland) |                                   |                                   | Friedrich Wilhelm III. (König von Preußen) | Friedrich Wilhelm III. (König von Preußen) | Friedrich Wilhelm III. (König von Preußen) | Friedrich Wilhelm III. (König von Preußen) | Friedrich Wilhelm III. (König von Preußen) | Friedrich Wilhelm III. (König von Preußen) |                                   |                                   | Luise (Königin von Preußen)               | Luise (Königin von Preußen)               | Luise (Königin von Preußen)               | Luise (Königin von Preußen)               | Luise (Königin von Preußen)                                | Luise (Königin von Preußen)                                |                                                            |                                                            | Ludwig I. (Großherzog von Hessen)                          | Ludwig I. (Großherzog von Hessen)                          | Ludwig I. (Großherzog von Hessen)               | Ludwig I. (Großherzog von Hessen)               | Ludwig I. (Großherzog von Hessen)               | Ludwig I. (Großherzog von Hessen)               |                                                |                                                | Luise (Großherzogin von Hessen)                | Luise (Großherzogin von Hessen)                | Luise (Großherzogin von Hessen)     | Luise (Großherzogin von Hessen)     | Luise (Großherzogin von Hessen)     | Luise (Großherzogin von Hessen)     |                                 |                                 | Karl Ludwig (Erbprinz von Baden)               | Karl Ludwig (Erbprinz von Baden)               | Karl Ludwig (Erbprinz von Baden)               | Karl Ludwig (Erbprinz von Baden)               | Karl Ludwig (Erbprinz von Baden)               | Karl Ludwig (Erbprinz von Baden)               |                                |                                | Amalie (Erbprinzessin von Baden) | Amalie (Erbprinzessin von Baden) | Amalie (Erbprinzessin von Baden) | Amalie (Erbprinzessin von Baden) | Amalie (Erbprinzessin von Baden) | Amalie (Erbprinzessin von Baden) |
| Paul I. (Zar von Russland)      | Paul I. (Zar von Russland)      | Paul I. (Zar von Russland)      | Paul I. (Zar von Russland)      | Paul I. (Zar von Russland)       | Paul I. (Zar von Russland)       |                                  |                                  | Sophie Dorothee (Zarin von Russland) | Sophie Dorothee (Zarin von Russland) | Sophie Dorothee (Zarin von Russland) | Sophie Dorothee (Zarin von Russland) | Sophie Dorothee (Zarin von Russland) | Sophie Dorothee (Zarin von Russland) |                                   |                                   | Friedrich Wilhelm III. (König von Preußen) | Friedrich Wilhelm III. (König von Preußen) | Friedrich Wilhelm III. (König von Preußen) | Friedrich Wilhelm III. (König von Preußen) | Friedrich Wilhelm III. (König von Preußen) | Friedrich Wilhelm III. (König von Preußen) |                                   |                                   | Luise (Königin von Preußen)               | Luise (Königin von Preußen)               | Luise (Königin von Preußen)               | Luise (Königin von Preußen)               | Luise (Königin von Preußen)                                | Luise (Königin von Preußen)                                |                                                            |                                                            | Ludwig I. (Großherzog von Hessen)                          | Ludwig I. (Großherzog von Hessen)                          | Ludwig I. (Großherzog von Hessen)               | Ludwig I. (Großherzog von Hessen)               | Ludwig I. (Großherzog von Hessen)               | Ludwig I. (Großherzog von Hessen)               |                                                |                                                | Luise (Großherzogin von Hessen)                | Luise (Großherzogin von Hessen)                | Luise (Großherzogin von Hessen)     | Luise (Großherzogin von Hessen)     | Luise (Großherzogin von Hessen)     | Luise (Großherzogin von Hessen)     |                                 |                                 | Karl Ludwig (Erbprinz von Baden)               | Karl Ludwig (Erbprinz von Baden)               | Karl Ludwig (Erbprinz von Baden)               | Karl Ludwig (Erbprinz von Baden)               | Karl Ludwig (Erbprinz von Baden)               | Karl Ludwig (Erbprinz von Baden)               |                                |                                | Amalie (Erbprinzessin von Baden) | Amalie (Erbprinzessin von Baden) | Amalie (Erbprinzessin von Baden) | Amalie (Erbprinzessin von Baden) | Amalie (Erbprinzessin von Baden) | Amalie (Erbprinzessin von Baden) |
|                                 |                                 |                                 |                                 |                                  |                                  |                                  |                                  |                                      |                                      |                                      |                                      |                                      |                                      |                                   |                                   |                                            |                                            |                                            |                                            |                                            |                                            |                                   |                                   |                                           |                                           |                                           |                                           |                                                            |                                                            |                                                            |                                                            |                                                            |                                                            |                                                 |                                                 |                                                 |                                                 |                                                |                                                |                                                |                                                |                                     |                                     |                                     |                                     |                                 |                                 |                                                |                                                |                                                |                                                |                                                |                                                |                                |                                |                                  |                                  |                                  |                                  |                                  |                                  |
|                                 |                                 |                                 |                                 |                                  |                                  |                                  |                                  |                                      |                                      |                                      |                                      |                                      |                                      |                                   |                                   |                                            |                                            |                                            |                                            |                                            |                                            |                                   |                                   |                                           |                                           |                                           |                                           |                                                            |                                                            |                                                            |                                                            |                                                            |                                                            |                                                 |                                                 |                                                 |                                                 |                                                |                                                |                                                |                                                |                                     |                                     |                                     |                                     |                                 |                                 |                                                |                                                |                                                |                                                |                                                |                                                |                                |                                |                                  |                                  |                                  |                                  |                                  |                                  |
| Alexander I. (Zar von Russland) | Alexander I. (Zar von Russland) | Alexander I. (Zar von Russland) | Alexander I. (Zar von Russland) | Alexander I. (Zar von Russland)  | Alexander I. (Zar von Russland)  |                                  |                                  | Nikolaus I. (Zar von Russland)       | Nikolaus I. (Zar von Russland)       | Nikolaus I. (Zar von Russland)       | Nikolaus I. (Zar von Russland)       | Nikolaus I. (Zar von Russland)       | Nikolaus I. (Zar von Russland)       |                                   |                                   | Charlotte von Preußen (Zarin von Russland) | Charlotte von Preußen (Zarin von Russland) | Charlotte von Preußen (Zarin von Russland) | Charlotte von Preußen (Zarin von Russland) | Charlotte von Preußen (Zarin von Russland) | Charlotte von Preußen (Zarin von Russland) |                                   |                                   | Friedrich Wilhelm IV. (König von Preußen) | Friedrich Wilhelm IV. (König von Preußen) | Friedrich Wilhelm IV. (König von Preußen) | Friedrich Wilhelm IV. (König von Preußen) | Friedrich Wilhelm IV. (König von Preußen)                  | Friedrich Wilhelm IV. (König von Preußen)                  |                                                            |                                                            |                                                            |                                                            |                                                 |                                                 |                                                 |                                                 |                                                |                                                | Ludwig II. (Großherzog von Hessen)             | Ludwig II. (Großherzog von Hessen)             | Ludwig II. (Großherzog von Hessen)  | Ludwig II. (Großherzog von Hessen)  | Ludwig II. (Großherzog von Hessen)  | Ludwig II. (Großherzog von Hessen)  |                                 |                                 | Wilhelmine von Baden (Großherzogin von Hessen) | Wilhelmine von Baden (Großherzogin von Hessen) | Wilhelmine von Baden (Großherzogin von Hessen) | Wilhelmine von Baden (Großherzogin von Hessen) | Wilhelmine von Baden (Großherzogin von Hessen) | Wilhelmine von Baden (Großherzogin von Hessen) |                                |                                |                                  |                                  |                                  |                                  |                                  |                                  |
| Alexander I. (Zar von Russland) | Alexander I. (Zar von Russland) | Alexander I. (Zar von Russland) | Alexander I. (Zar von Russland) | Alexander I. (Zar von Russland)  | Alexander I. (Zar von Russland)  |                                  |                                  | Nikolaus I. (Zar von Russland)       | Nikolaus I. (Zar von Russland)       | Nikolaus I. (Zar von Russland)       | Nikolaus I. (Zar von Russland)       | Nikolaus I. (Zar von Russland)       | Nikolaus I. (Zar von Russland)       |                                   |                                   | Charlotte von Preußen (Zarin von Russland) | Charlotte von Preußen (Zarin von Russland) | Charlotte von Preußen (Zarin von Russland) | Charlotte von Preußen (Zarin von Russland) | Charlotte von Preußen (Zarin von Russland) | Charlotte von Preußen (Zarin von Russland) |                                   |                                   | Friedrich Wilhelm IV. (König von Preußen) | Friedrich Wilhelm IV. (König von Preußen) | Friedrich Wilhelm IV. (König von Preußen) | Friedrich Wilhelm IV. (König von Preußen) | Friedrich Wilhelm IV. (König von Preußen)                  | Friedrich Wilhelm IV. (König von Preußen)                  |                                                            |                                                            |                                                            |                                                            |                                                 |                                                 |                                                 |                                                 |                                                |                                                | Ludwig II. (Großherzog von Hessen)             | Ludwig II. (Großherzog von Hessen)             | Ludwig II. (Großherzog von Hessen)  | Ludwig II. (Großherzog von Hessen)  | Ludwig II. (Großherzog von Hessen)  | Ludwig II. (Großherzog von Hessen)  |                                 |                                 | Wilhelmine von Baden (Großherzogin von Hessen) | Wilhelmine von Baden (Großherzogin von Hessen) | Wilhelmine von Baden (Großherzogin von Hessen) | Wilhelmine von Baden (Großherzogin von Hessen) | Wilhelmine von Baden (Großherzogin von Hessen) | Wilhelmine von Baden (Großherzogin von Hessen) |                                |                                |                                  |                                  |                                  |                                  |                                  |                                  |
|                                 |                                 |                                 |                                 |                                  |                                  |                                  |                                  |                                      |                                      |                                      |                                      |                                      |                                      |                                   |                                   |                                            |                                            |                                            |                                            |                                            |                                            |                                   |                                   |                                           |                                           |                                           |                                           |                                                            |                                                            |                                                            |                                                            |                                                            |                                                            |                                                 |                                                 |                                                 |                                                 |                                                |                                                |                                                |                                                |                                     |                                     |                                     |                                     |                                 |                                 |                                                |                                                |                                                |                                                |                                                |                                                |                                |                                |                                  |                                  |                                  |                                  |                                  |                                  |
|                                 |                                 |                                 |                                 |                                  |                                  |                                  |                                  |                                      |                                      |                                      |                                      |                                      |                                      |                                   |                                   |                                            |                                            |                                            |                                            |                                            |                                            |                                   |                                   |                                           |                                           |                                           |                                           |                                                            |                                                            |                                                            |                                                            |                                                            |                                                            |                                                 |                                                 |                                                 |                                                 |                                                |                                                |                                                |                                                |                                     |                                     |                                     |                                     |                                 |                                 |                                                |                                                |                                                |                                                |                                                |                                                |                                |                                |                                  |                                  |                                  |                                  |                                  |                                  |
|                                 |                                 |                                 |                                 |                                  |                                  |                                  |                                  |                                      |                                      |                                      |                                      |                                      |                                      |                                   |                                   | Olga (Königin von Württemberg)             | Olga (Königin von Württemberg)             | Olga (Königin von Württemberg)             | Olga (Königin von Württemberg)             | Olga (Königin von Württemberg)             | Olga (Königin von Württemberg)             |                                   |                                   | Alexander II. (Zar von Russland)          | Alexander II. (Zar von Russland)          | Alexander II. (Zar von Russland)          | Alexander II. (Zar von Russland)          | Alexander II. (Zar von Russland)                           | Alexander II. (Zar von Russland)                           |                                                            |                                                            | Marie von Hessen-Darmstadt (Zarin von Russland)            | Marie von Hessen-Darmstadt (Zarin von Russland)            | Marie von Hessen-Darmstadt (Zarin von Russland) | Marie von Hessen-Darmstadt (Zarin von Russland) | Marie von Hessen-Darmstadt (Zarin von Russland) | Marie von Hessen-Darmstadt (Zarin von Russland) |                                                |                                                | Ludwig III. (Großherzog von Hessen)            | Ludwig III. (Großherzog von Hessen)            | Ludwig III. (Großherzog von Hessen) | Ludwig III. (Großherzog von Hessen) | Ludwig III. (Großherzog von Hessen) | Ludwig III. (Großherzog von Hessen) |                                 |                                 |                                                |                                                |                                                |                                                |                                                |                                                |                                |                                |                                  |                                  |                                  |                                  |                                  |                                  |
|                                 |                                 |                                 |                                 |                                  |                                  |                                  |                                  |                                      |                                      |                                      |                                      |                                      |                                      |                                   |                                   | Olga (Königin von Württemberg)             | Olga (Königin von Württemberg)             | Olga (Königin von Württemberg)             | Olga (Königin von Württemberg)             | Olga (Königin von Württemberg)             | Olga (Königin von Württemberg)             |                                   |                                   | Alexander II. (Zar von Russland)          | Alexander II. (Zar von Russland)          | Alexander II. (Zar von Russland)          | Alexander II. (Zar von Russland)          | Alexander II. (Zar von Russland)                           | Alexander II. (Zar von Russland)                           |                                                            |                                                            | Marie von Hessen-Darmstadt (Zarin von Russland)            | Marie von Hessen-Darmstadt (Zarin von Russland)            | Marie von Hessen-Darmstadt (Zarin von Russland) | Marie von Hessen-Darmstadt (Zarin von Russland) | Marie von Hessen-Darmstadt (Zarin von Russland) | Marie von Hessen-Darmstadt (Zarin von Russland) |                                                |                                                | Ludwig III. (Großherzog von Hessen)            | Ludwig III. (Großherzog von Hessen)            | Ludwig III. (Großherzog von Hessen) | Ludwig III. (Großherzog von Hessen) | Ludwig III. (Großherzog von Hessen) | Ludwig III. (Großherzog von Hessen) |                                 |                                 |                                                |                                                |                                                |                                                |                                                |                                                |                                |                                |                                  |                                  |                                  |                                  |                                  |                                  |
|                                 |                                 |                                 |                                 |                                  |                                  |                                  |                                  |                                      |                                      |                                      |                                      |                                      |                                      |                                   |                                   |                                            |                                            |                                            |                                            |                                            |                                            |                                   |                                   |                                           |                                           |                                           |                                           |                                                            |                                                            |                                                            |                                                            |                                                            |                                                            |                                                 |                                                 |                                                 |                                                 |                                                |                                                |                                                |                                                |                                     |                                     |                                     |                                     |                                 |                                 |                                                |                                                |                                                |                                                |                                                |                                                |                                |                                |                                  |                                  |                                  |                                  |                                  |                                  |
|                                 |                                 |                                 |                                 |                                  |                                  |                                  |                                  |                                      |                                      |                                      |                                      |                                      |                                      |                                   |                                   |                                            |                                            |                                            |                                            |                                            |                                            |                                   |                                   |                                           |                                           |                                           |                                           |                                                            |                                                            |                                                            |                                                            |                                                            |                                                            |                                                 |                                                 |                                                 |                                                 |                                                |                                                |                                                |                                                |                                     |                                     |                                     |                                     |                                 |                                 |                                                |                                                |                                                |                                                |                                                |                                                |                                |                                |                                  |                                  |                                  |                                  |                                  |                                  |
|                                 |                                 |                                 |                                 | Nikolai (Russischer Thronfolger) | Nikolai (Russischer Thronfolger) | Nikolai (Russischer Thronfolger) | Nikolai (Russischer Thronfolger) | Nikolai (Russischer Thronfolger)     | Nikolai (Russischer Thronfolger)     |                                      |                                      | Alexander III. (Zar von Russland)    | Alexander III. (Zar von Russland)    | Alexander III. (Zar von Russland) | Alexander III. (Zar von Russland) | Alexander III. (Zar von Russland)          | Alexander III. (Zar von Russland)          |                                            |                                            | Wladimir (Großfürst von Russland)          | Wladimir (Großfürst von Russland)          | Wladimir (Großfürst von Russland) | Wladimir (Großfürst von Russland) | Wladimir (Großfürst von Russland)         | Wladimir (Großfürst von Russland)         |                                           |                                           | Alexei (Generaladmiral der Zaristischen Russischen Marine) | Alexei (Generaladmiral der Zaristischen Russischen Marine) | Alexei (Generaladmiral der Zaristischen Russischen Marine) | Alexei (Generaladmiral der Zaristischen Russischen Marine) | Alexei (Generaladmiral der Zaristischen Russischen Marine) | Alexei (Generaladmiral der Zaristischen Russischen Marine) |                                                 |                                                 | Marija (Herzogin von Sachsen-Coburg und Gotha)  | Marija (Herzogin von Sachsen-Coburg und Gotha)  | Marija (Herzogin von Sachsen-Coburg und Gotha) | Marija (Herzogin von Sachsen-Coburg und Gotha) | Marija (Herzogin von Sachsen-Coburg und Gotha) | Marija (Herzogin von Sachsen-Coburg und Gotha) |                                     |                                     | Sergei (Großfürst von Russland)     | Sergei (Großfürst von Russland)     | Sergei (Großfürst von Russland) | Sergei (Großfürst von Russland) | Sergei (Großfürst von Russland)                | Sergei (Großfürst von Russland)                |                                                |                                                | Pawel (Großfürst von Russland)                 | Pawel (Großfürst von Russland)                 | Pawel (Großfürst von Russland) | Pawel (Großfürst von Russland) | Pawel (Großfürst von Russland)   | Pawel (Großfürst von Russland)   |                                  |                                  |                                  |                                  |